# Alfredo Reinado
Alfredo Alves Reinado (1967 - bij Dili, 11 februari 2008) was een Oost-Timorese voormalig militair en rebel.
Reinado was majoor in het leger toen hij op 4 mei 2006 deserteerde om zich aan te sluiten bij de ongeveer 600 militairen die na klachten ontslagen waren. Reinado werd een leider van deze groep die rebelleerde tegen het bewind. 
Op 11 februari 2008 werd Reinado op de vlucht gedood nadat hij president José Ramos Horta in het presidentieel paleis in de maag had geschoten.